# Hội chứng Alagille
Hội chứng Alagille (gọi là A-la-giu) là một bệnh di truyền ảnh hưởng chủ yếu đến gan và tim. Các vấn đề liên quan đến rối loạn thường trở nên rõ ràng ở trẻ nhỏ hoặc trẻ nhỏ. Rối loạn được di truyền theo kiểu thống trị tự phát, và tỷ lệ mắc hội chứng Alagille ước tính là 1 trên 100.000 ca sinh sống. Nó được đặt theo tên của bác sĩ nhi khoa người Pháp Daniel Alagille, người đầu tiên mô tả tình trạng này vào năm 1969.